# 天津近代工业

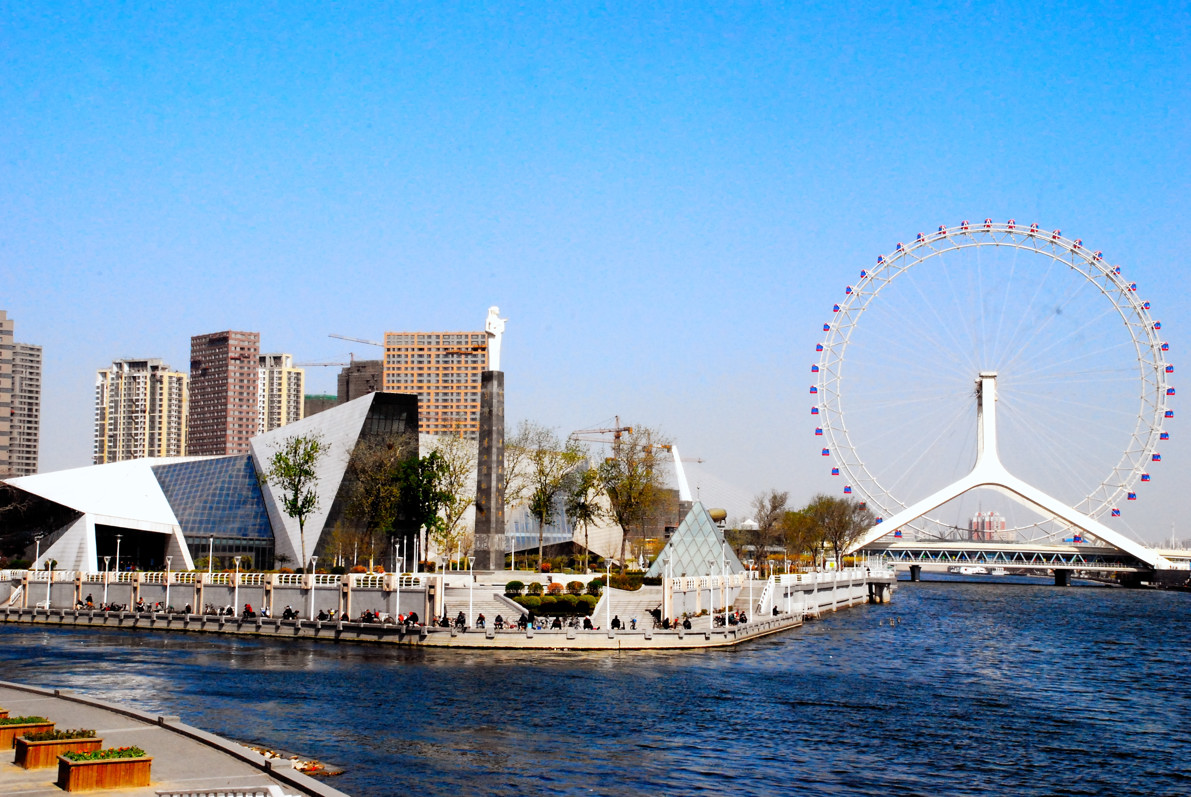
天津近代工业博物馆和天津之眼摩天轮

天津近代工业，始于洋务运动中清朝政府创办的天津机器制造局等。此后，袁世凯在天津推行“新政”，在海河北岸建设河北新区聚集了大量的近代工业企业。包括周学熙等实业家在天津创办了一批“官督商办”性质的大型产业。到20世纪初期，中国民间产业开始蓬勃发展，其中具有代表性的永利碱厂，在1926年美国费城世界博览会上永利碱厂生产的纯碱获得了金奖和证书，证书中称其为“发展中华民国主要化学工业的象征”。天津近代工业的发展和天津租界的建设促使天津在近代的快速发展成为中国北方最大的城市和工商业中心，以及中国第二大工业和金融商贸城市。天津近代工业的发展，大致经历了萌芽期、发展期、繁荣期和日占时期等四个阶段。由于天津近代工业发展繁荣，天津市在三岔河口修建了天津近代工业博物馆以资纪念。

## 萌芽期

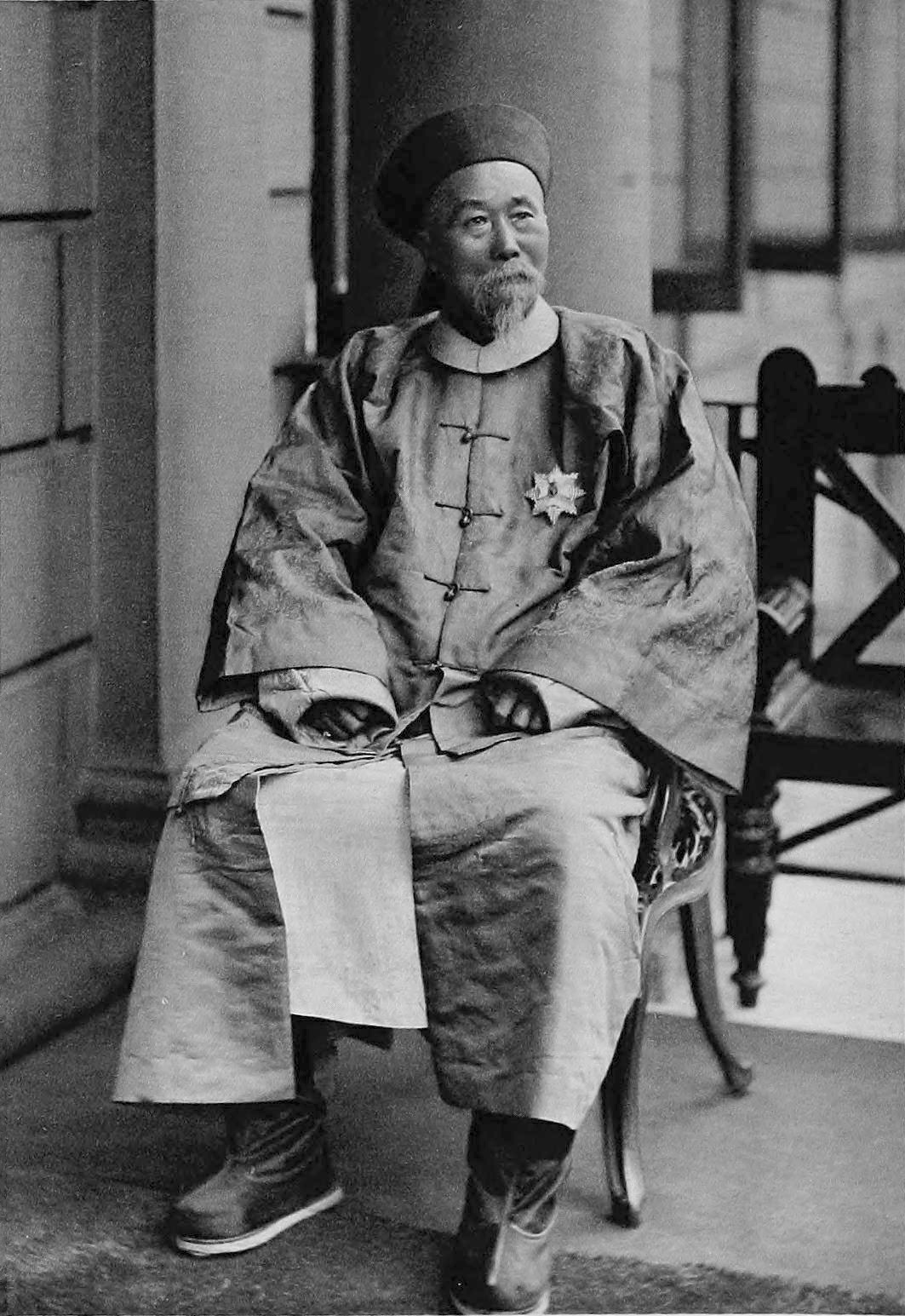
天津洋务运动的核心人物之一李鸿章

天津近代工业的萌芽期是开埠后的洋务运动时期。从1866年开始，受洋务运动影响，清政府在天津及周边地区逐步建立了一系列的军工产业。为应付对外通商事务，清政府又于天津设置三口通商大臣（1870年改为北洋通商大臣，由直隶总督兼任）。天津成为李鸿章北洋基地的核心地区，这一时期也是天津近代工业的发展初期。

### 洋务派创办的军工业

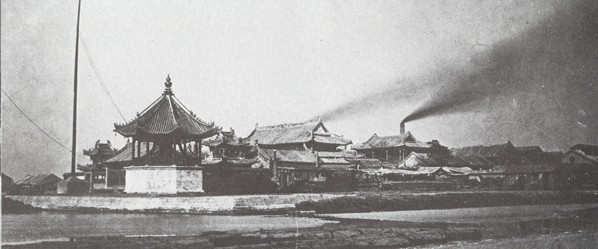
海光寺和天津机器制造局西局子全景

第二次鸦片战争之后，清朝洋务运动兴起，“洋务派”开始兴办近代以军工产业为代表的官办产业。1867年，三口通商大臣崇厚在天津城东18里贾家沽道附近觅得土地22顷，在周围挖壕沟，建造长1500余丈的围墙，建成天津机器局东局，是天津机器局火药厂，俗称为“东局子”，是当时中国北方最早、最大的军工产业。该局为北方诸省提供军需的枪支、弹药，在北洋水师建成后，又负责提供北洋舰队所需的军需物资。在崇厚之后，直隶总督兼北洋通商大臣李鸿章主持天津机器制造局，使其迅速发展成为机器制造、金属冶炼、铸造、热加工、基本化学、船舶修造等规模可观的大型军工企业。天津机器局的东局子被称为当时世界最大的机器局之一。
清政府为加强海防，又于1880年由李鸿章在天津创建北洋水师大沽船坞。大沽船坞是近代中国北方第一座船坞，与旅顺军港、威海卫刘公岛并称北洋水师的三大基地，用于修理北洋水师的军舰，1890年始造军火。

### “官督商办”产业的创办

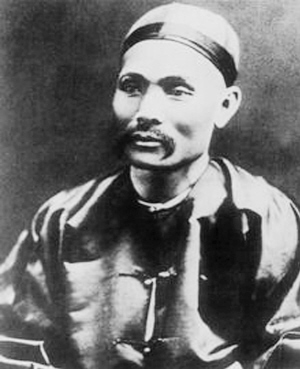
洋务运动的代表人物之一唐廷枢

为配合近代军工产业的发展，清政府在天津修建了最早的电报线和中国第一条自主型标准轨铁路，并创办开平铁路公司和开平矿务局，开平矿务局是中国最早的机械化大型煤矿，以保证军工产业所需要的能源物资。
1878年由李鸿章委派买办唐廷枢创办开平矿务局，起初原拟官办，后因清政府财政支绌，才改为官督商办。
1879年，以直隶总督府为起点，经天津机器局东局子及紫竹林租界和招商局，至大沽炮台及北塘兵营之间架设电线之间的电报线，是中国最早的电报线。此后又铺设了天津至上海的电报线路。后在天津设电报总局，下设电报东局、电报北局、电报南局三个分局。天津电报局虽是“官督商办”，但凡洋务、军务电报，均为“头等官报”，发报顺序又定为“先官后商”。

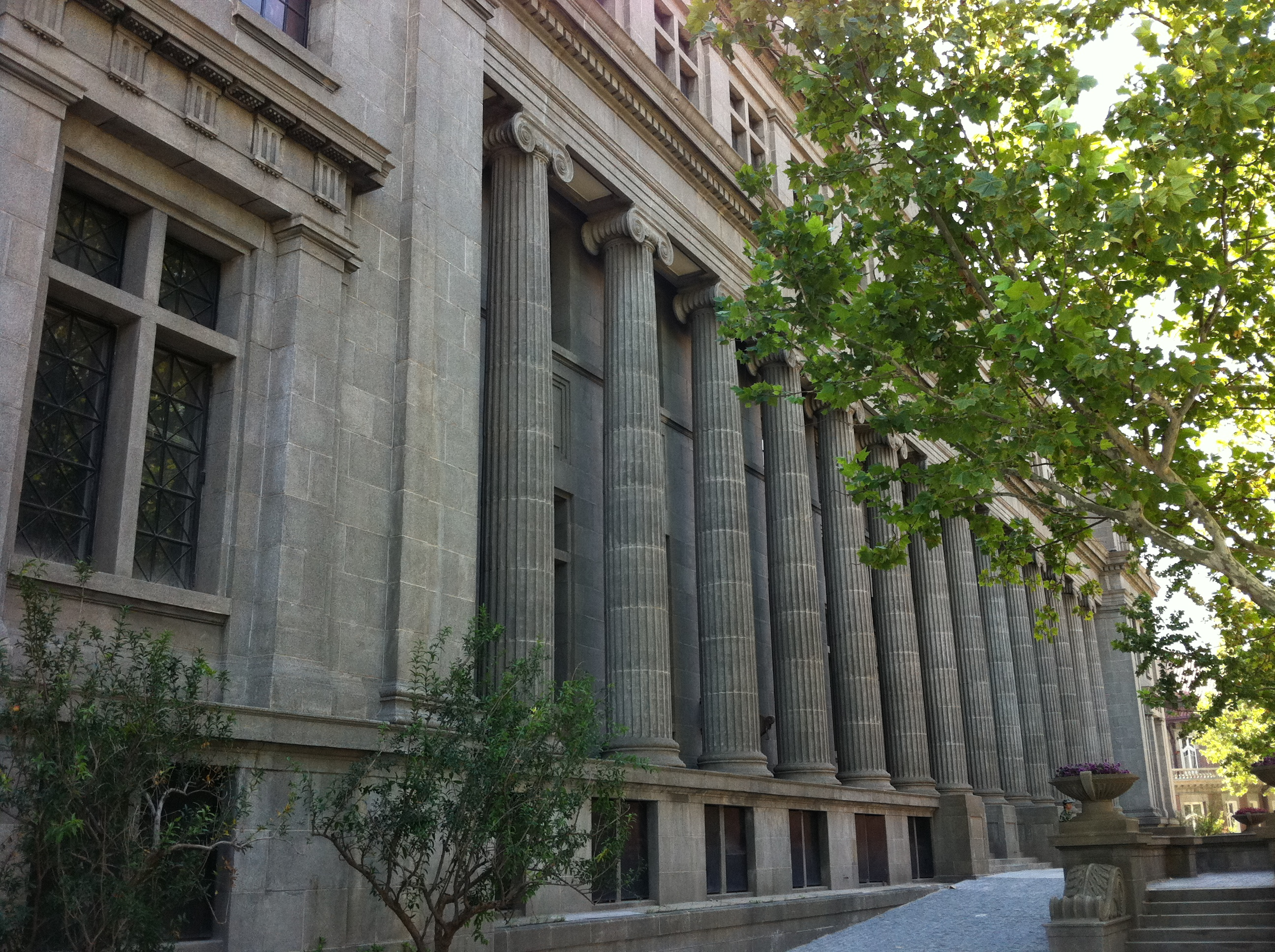
开滦矿务总局旧址

而始建于1880年的唐胥铁路，后经李鸿章建议，延长至大沽及天津，主要用于开平煤炭的运输和北洋海防调兵运输军火。1887年李鸿章将开平铁路公司更名为中国天津铁路公司（又称津沽铁路公司）。津唐铁路建成后，李鸿章考虑到北洋防务，以天津为中心，修筑了天津至山海关的铁路除上述为军工产业服务的“官督商办”近代产业，为方便南北贸易往来李鸿章早在1872年就创办了轮船招商局，总局在上海，设津局位于天津的紫竹林南。

### 早期的外资企业
外资在天津最早经营的近代企业是1874年英国的大沽驳船公司，但比李鸿章筹办的轮船招商局要稍迟一些。外国资本是在1871年才获准在天津经营驳船运输业务，须经清政府规定试办年限。1874年5月，英商集资兴办的大沽驳船公司成立了，资本为33000美元。1889年9月大沽驳船公司改组为股份有限公司，资本为50万两。”至1900年天津共19家外资企业，英、德两国占16家。在19家外资企业中，以对外贸易的企业为主，其中打包厂有11家。此外，其他早期的外国资本多为小型民用工业。

### 民间资本产业的创办
天津的民间资本产业较外资产业还晚，1878年由朱其昂创办的贻来牟机器磨坊。在1900年以前，天津贻来牟机器磨坊，每年获利六七千两，此后又有民间资本添没三四家，每家每年仍可得利六七千两，足见销路日旺。这些在19世纪90年代新设的机器磨坊，缺乏具体的历史记载，目前可以明确考证的有大来生机器磨坊、天利和机器磨坊和南门外瑞和成机器磨坊3家。
1884年，广东商人罗三佑创办的德泰机器厂是天津第一家民间资本创建的铁工厂。机器制造产业方面，天津还有1886年天津英租界内开办的万顺铁厂。此外，德泰机器厂、万顺铁厂都设在毗邻租界的海大道(今大沽路)一带。20世纪初，这里又设有炽昌铁工厂等。因此与当时天津租界的发展是相适应的，海大道一带是天津早期民族资本机器制造业的发源地。天津早期民间资本创建的机器加工产业，还有三条石大街1897年建成的金聚成铁厂。其他的产业则如1886年成立的天津自来水公司:166、1897年创办的北洋织绒厂、1898年创办的北洋硝皮厂，都是当时的著名买办吴懋鼎在天津投资兴办的，也是当时天津乃至北方同类行业中最早的。
天津近代工业初始期重要产业有三十余家，十九家为外资企业。其余十七家家民族工业中，六家为官办或官督商办产业，这六家产业多与军事相关，即使为官督商办性质，也多为官僚所控制。民间资本产业投资较晚，规模较小，类型也并不多。天津早期的近代工业主要以军工产业为主、规模较大，创造了多项全国第一，具有开创性价值。如中国第一家近代化火药厂——天津机器局东局；中国第一所工业技术学校——北洋电报学堂；第一条自主型标准轨铁路、第一条电报线——“北塘—大沽—天津”军用电报线；中国北方第一座船坞等都与天津息息相关。

## 发展时期

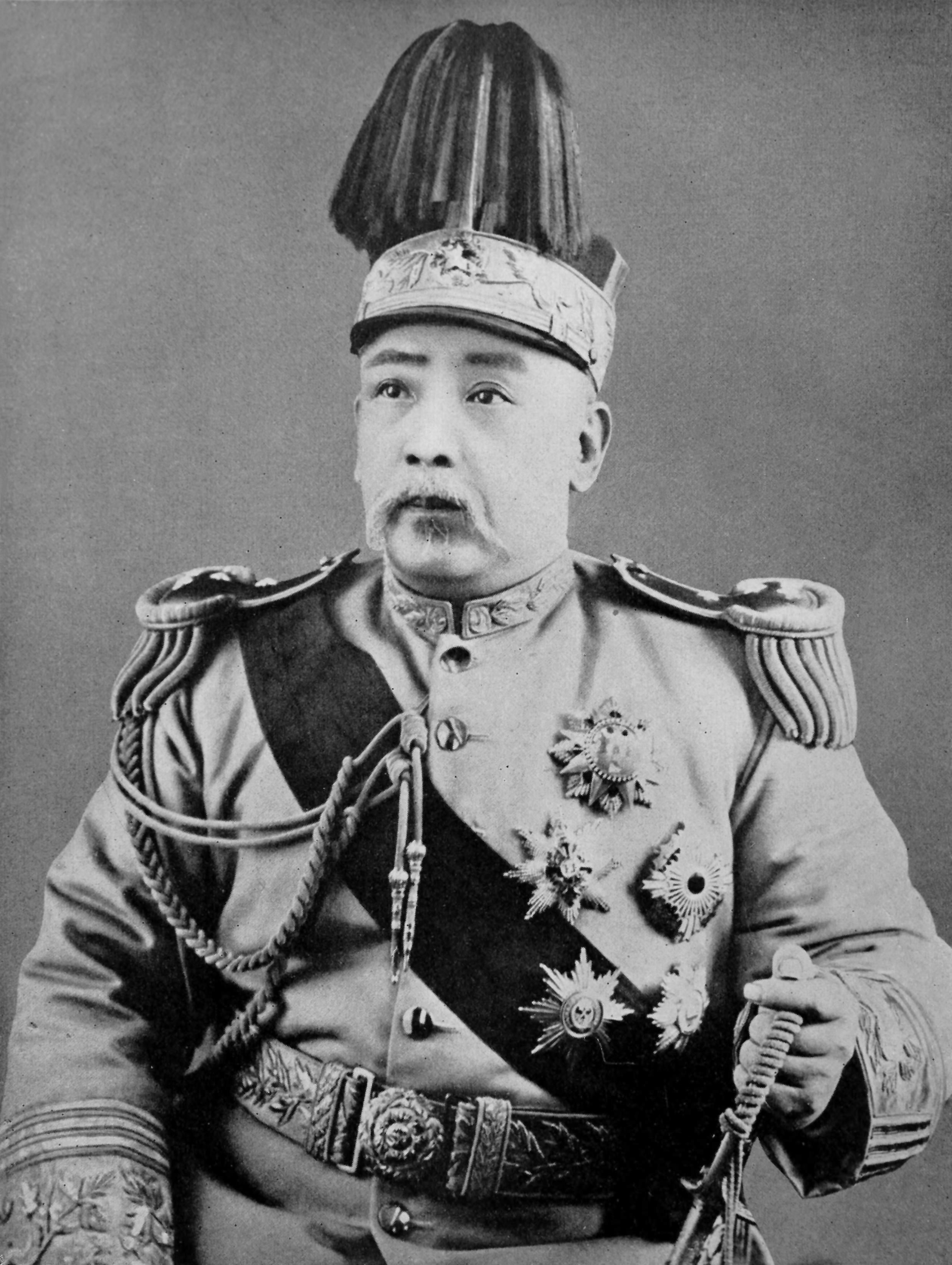
河北新区的倡导者袁世凯

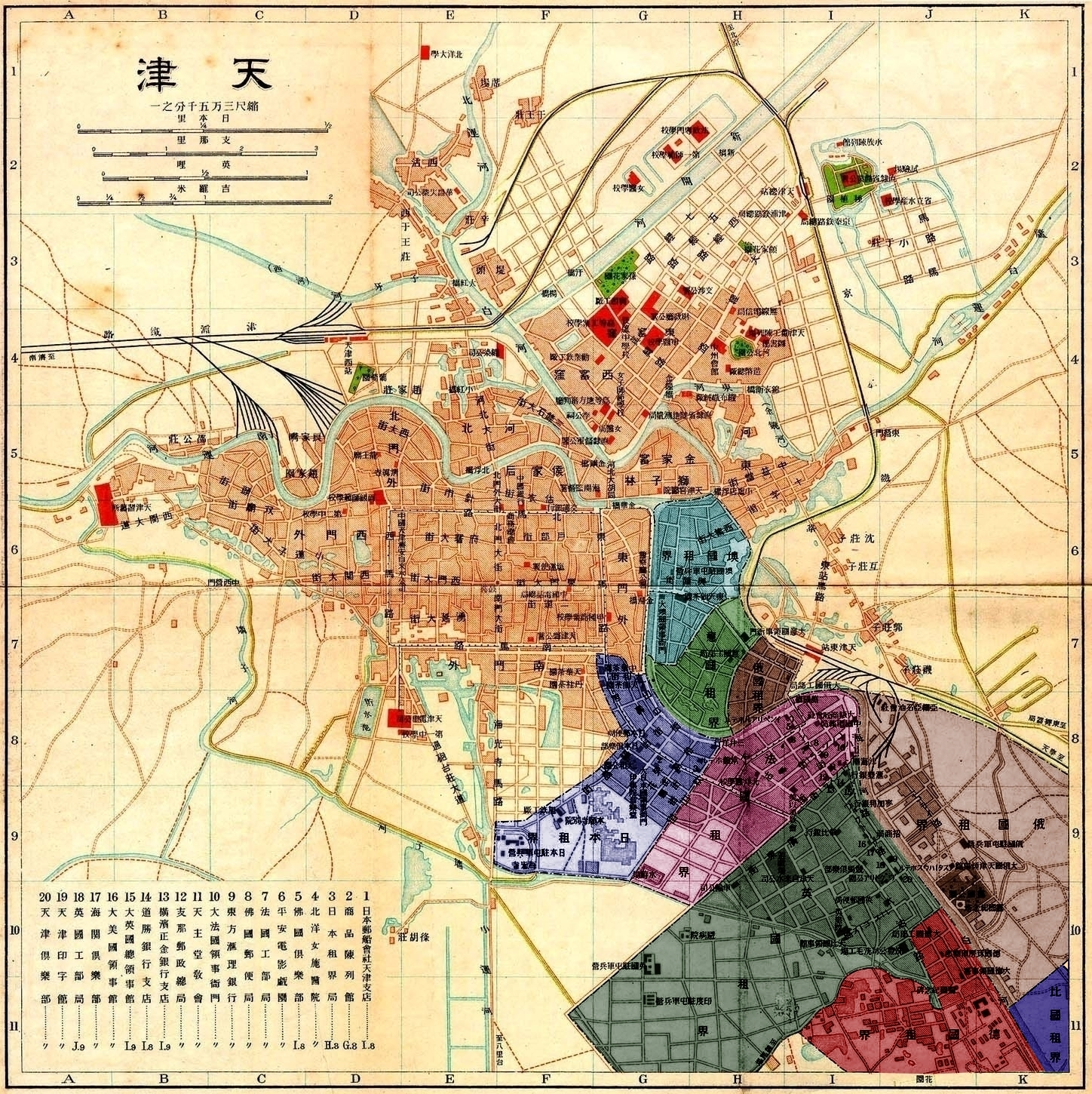
兴建河北新区（北部）时的天津地图

天津近代工业的发展期是从袁世凯在天津推行“新政”至中华民国成立初年。1902年前后，直隶总督兼北洋通商大臣的袁世凯在天津大力推行“新政”，至中华民国成立前后是天津近代工业的发展期，突出表现在河北新区的建设、近代工业教育的繁荣以及民间资本产业的发展。

### “官督商办”产业的发展
20世纪初袁世凯在天津推行的“新政”为天津近代工业发展带来了新的契机。1902年，周学熙受袁世凯之托创办北洋银元局，取得成功后又于1906年创建了北洋劝业铁工厂等重要的官督商办产业，河北新区一度成为重要的工业区。同时，河北新区还创办了直隶高等工业学堂、考工厂、实习工场等教育机构，成为重要的工业教育基地。
周学熙又于1906年接手唐山因产品质量差而倒闭启新洋灰公司，该公司前身为1889年唐廷枢创办的唐山细棉土厂，是李鸿章委派招募民间资金创办的。周学熙接手后引进当时国际最先进的水泥生产设备——丹麦史密斯公司的干法水泥回转窑，生产出高质量的产品，创了中国水泥工业的先河。

### 军工业的转型

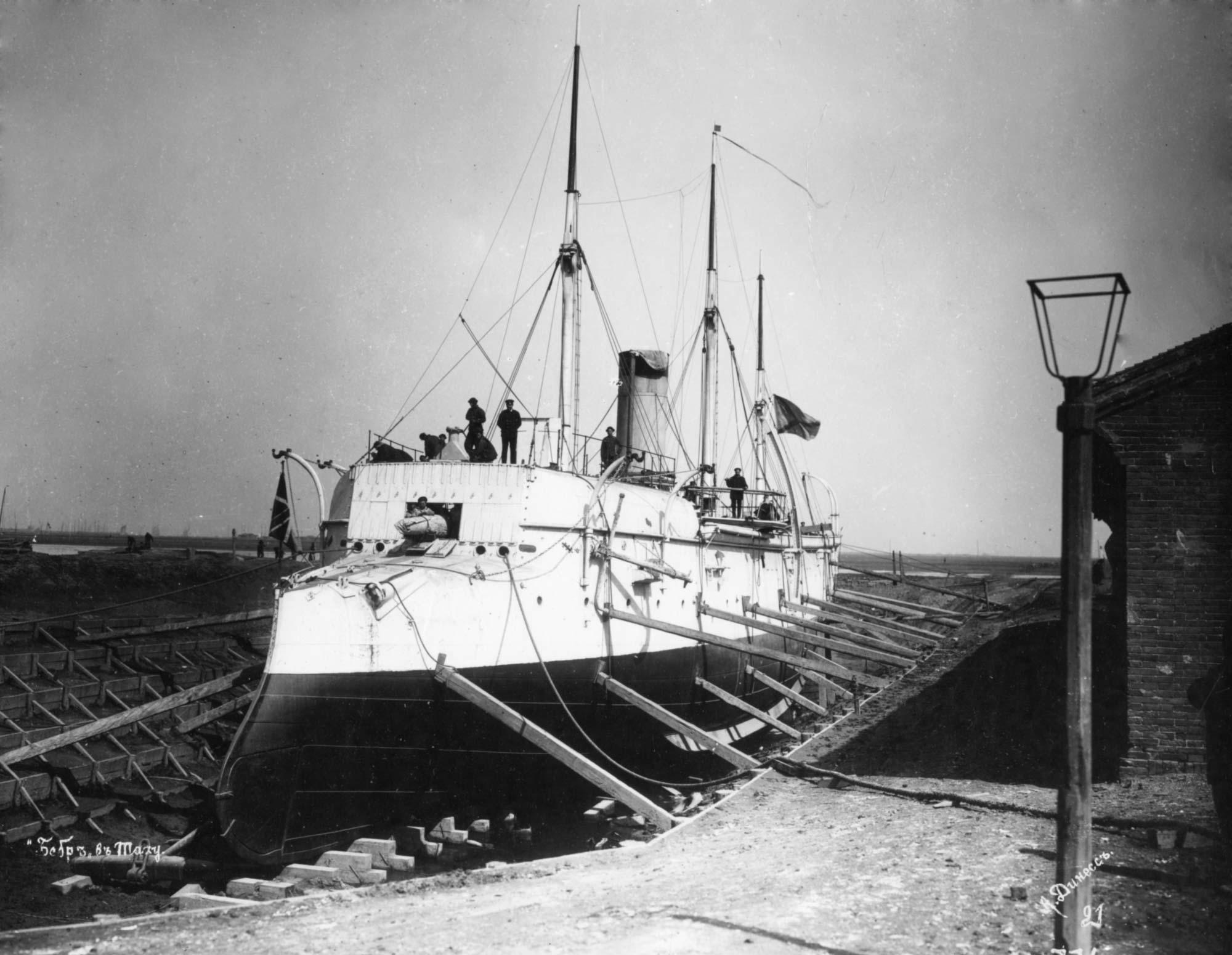
俄国停靠在大沽船坞的舰船

1900年，八国联军侵华后，天津大型的官办军工产业受到侵略军的严重破坏。天津机器制造局的东局子被八国联军占领，后被用作法国兵营，天津机器制造局的西局子海光寺机器局则被完全破坏。在1901年被日军占领，西局子的旧址被作为日本兵营之用。北洋水师大沽船坞于1900至1902年被俄国占领达两年之久。1906年，大沽船坞作为北洋劝业铁工厂大沽分厂投入生产，并将原大沽船坞的炮厂划为宪兵学堂之用，大沽船坞此时已成为官助商办的产业。

### 商办产业发展

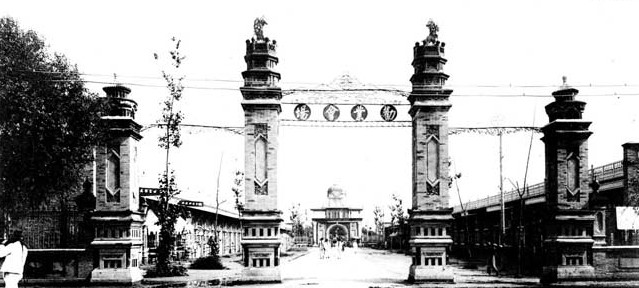
展示天津工业工艺品的劝业会场

“新政”时期天津的民间资本得到了发展，河北新区的建设，天津造币总厂、直隶工艺总局、北洋劝业铁工厂等相继建成，加上天津的机器工业本身具备一定的基础，三条石大街一代逐渐发展成机器制造工业的中心。同时，工业区的范围由河北新区沿三条石大街向天津旧城西部蔓延。从1902至1911年，天津出现过的工业企业总计为139家，涉及矿业、水泥、机器制造、纺织、化工、食品等行业，其中纺织行业居首41家，化工行业（含火柴、皮革、化妆品、榨油）居次31家，食品加工行业（含烟草）居三20家，天津的支柱产业结构初步形成。著名产业如大红桥附近的天津造胰公司建于1905年，纪钜汾1908年创办卷烟公司。这一时期的稳步发展为辛亥革命后民间资本工业的繁荣奠定了基础。

## 兴盛时期

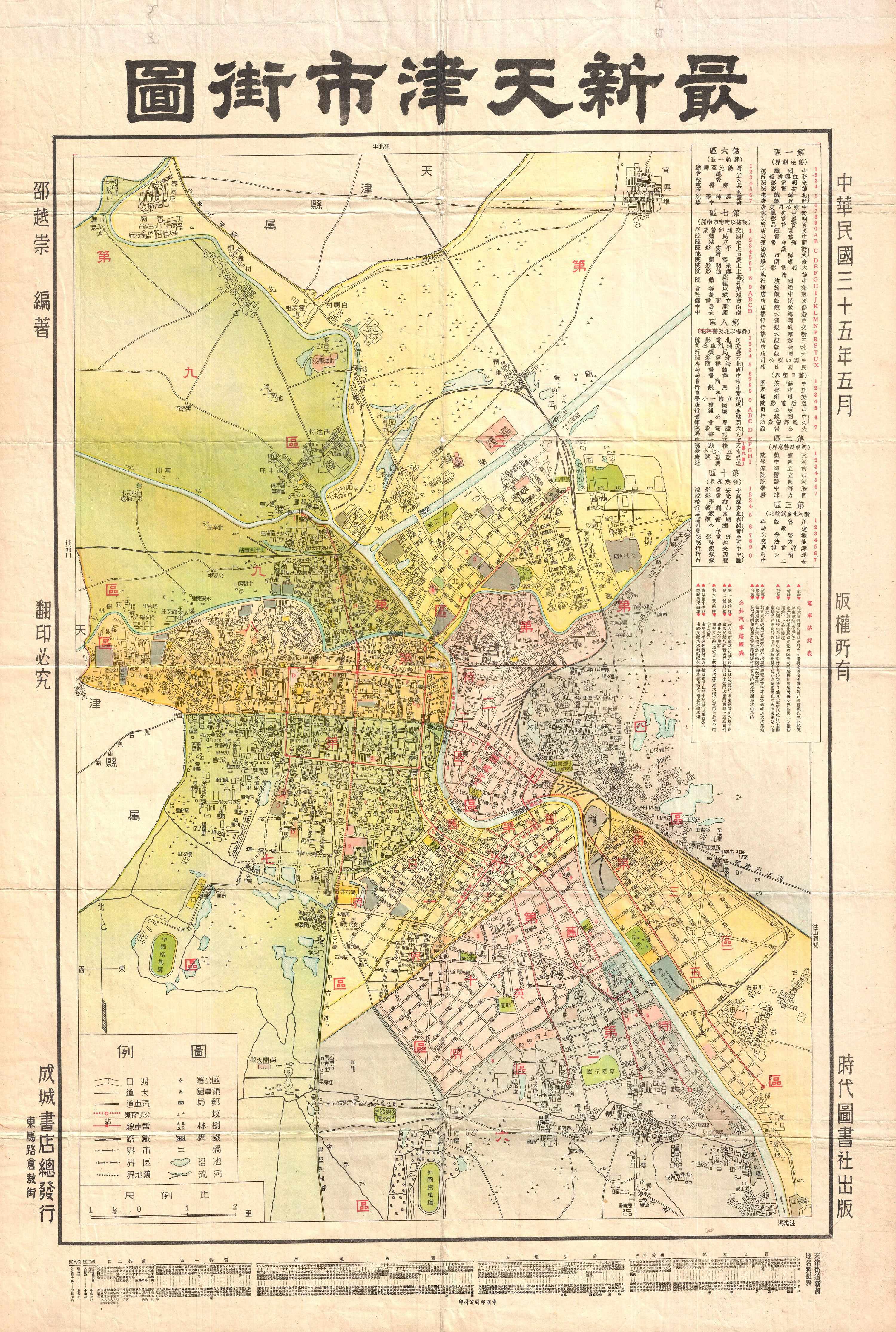
1932年出版的天津地图上清晰标注了工厂的位置

民国初至日军侵占这段时期是天津近代工业的兴盛期，这段时期主要表现在商办产业的兴盛。面粉、火柴、纺织、化学、制革等类型在全国占有重要地位。天津逐渐发展成为中国北方的工业中心，全国第二大工商业城市。

### 纺织工业

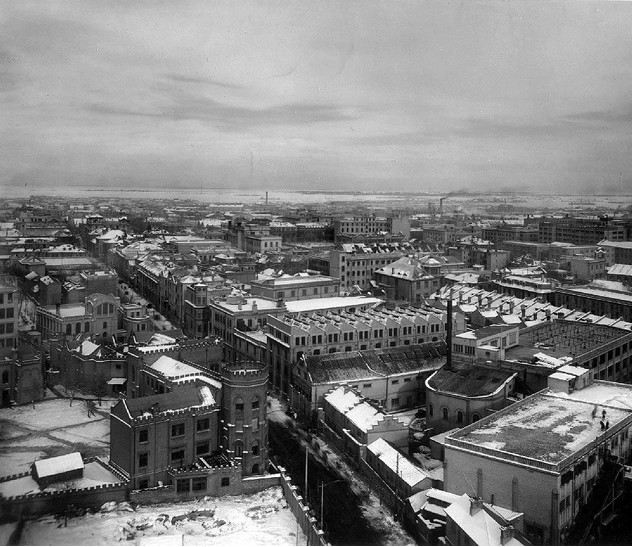
坐落在天津法租界内的一家毛呢纺织工厂

天津近代纺织工业的兴起与天津作为当时中国最大的畜产品出口口岸密切相关。1897年，英国汇丰银行天津分行买办吴懋鼎投资25万两白银投资兴建生产毛织品的北洋织绒厂，被誉为天津“第一家现代工厂”。此后，他又创办了北洋织呢厂。

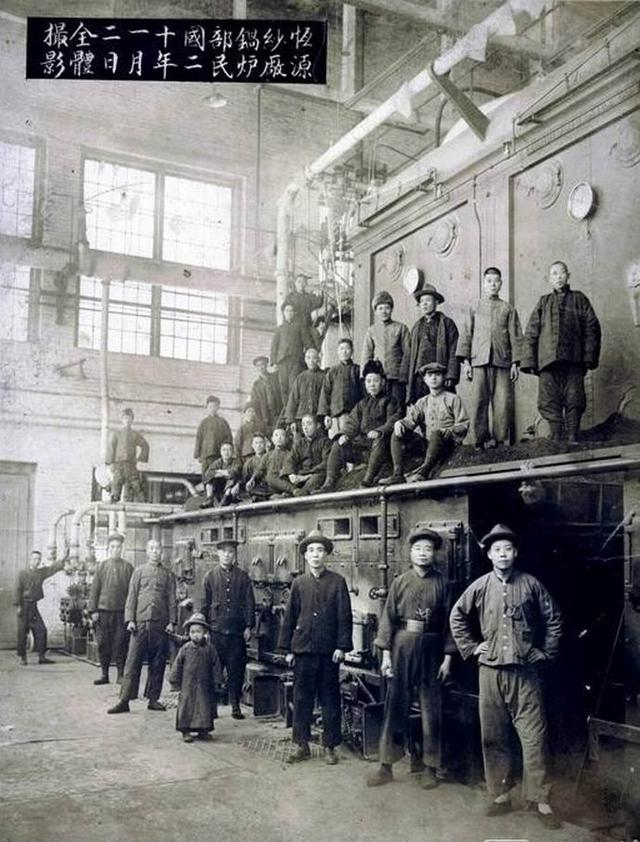
恒源纱厂

自“北洋新政”期间起，周学熙作为北洋实业的奠基人，创办了直隶工艺总局，并倡导“大兴工艺”并大力开办工厂和工业教育。1904年，实习工场下设织机、染色、提花等科目，开始了机器织布工业。此后，天津及周边地区兴办了数十家机器织布工厂。1915年由周学熙创办的天津第一家机器纺纱厂直隶模范纺纱厂建成，1916年章瑞廷创办恒源帆布有限公司，后与直隶模范纺纱厂合并，改名为恒源纱厂。1916年，周学熙退出北洋政府后，致力于实业，创办新华纺织股份有限公司，1918年建成天津华新纱厂，又在青岛、唐山、卫辉三地设分厂。1918年至1922年间，裕元、裕大、北洋、宝成等纱厂相继建成。六大纱厂初具规模。此外，天津市区还有单织厂87家。至此，天津已成为中国北方近代棉纺织业的中心。1931年仁立毛织厂在津建成，1934年东亚毛呢纺织股份有限公司建厂投产，天津近代毛纺织工业自此开始形成。仁立、东亚是天津驰名的两大毛纺厂。东亚毛呢纺织公司的取“抵制洋货”谐音的“抵羊牌”毛线成为中国第一个国产毛线著名品牌，也是当时实业救国的代表。

### 粮油加工
1878年，天津已经出现使用机器磨面的磨房。1915年，中日合资在天津意租界内创办寿星面粉公司，产品旺销。直到1919年，“抵制日货”活动兴起，该公司因有日资介入遭抵制而停产。1925年，该公司重组，更名为寿丰面粉公司，后逐渐发展成华北规模较大的面粉企业，下设三个分厂。大丰面粉公司建于1921年，为二分厂，民丰面粉公司建于1923年为三分厂。其他较为著名的面粉企业还有福星面粉公司，建于1919年，生产“蝙蝠牌”面粉，嘉瑞面粉公司建于1924年，生产“牧牛牌”面粉。

### 化工

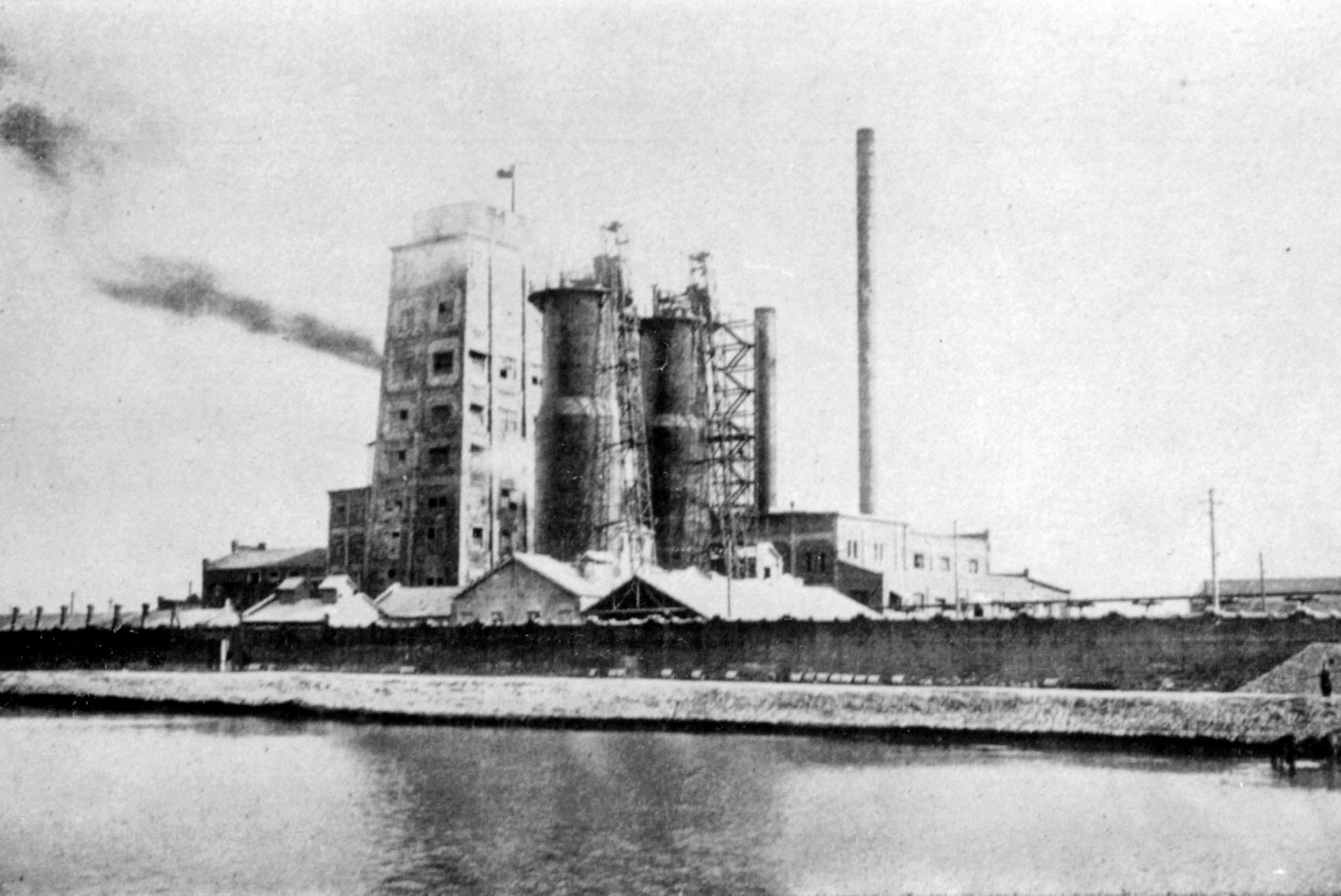
天津塘沽永利碱厂旧影

天津是中国近代化学工业的发祥地，中国近代的制碱工业与制酸工业主要集中在天津和上海两地。
天津地区古代就有盐业，属“长芦盐”。但传统的食盐制作粗糙、质量较差，精盐制作已成必然趋势。1914年在北洋政府的允可下，在盐务专家景韬白的支持下，集资在塘沽创办了久大精盐公司，得到了众多社会名流的大力支持，发起及赞助人有梁启超、范源濂、李思浩、王家襄、景学钤、胡浚泰、刘揆一等。
范旭东从日本采购机器，购地建厂。起初购盐为原料，后自置盐田，作为原料。使用重结晶法工艺生产出精盐，产品商标为五角形的海王星。纯碱和硫酸的生产水平是20世纪衡量一个国家工业水平的指标之一。范旭东另一贡献就是创建了永利碱厂。第一次世界大战爆发后，中国进口碱的数量急剧下降，中国人民只能食用“土碱”，并且许多以纯碱为原料的工厂也被迫停工。范旭东等人决定采用当时世界先进水平的苏尔维制碱技术生产纯碱，1917年着手创办永利制碱公司，于1923年完成碱厂基本建设，于1926年6月29日生产出雪白的纯碱，定名“红三角牌”。精盐和纯碱的研制成功，打破了外国企业的垄断，填补了中国化学工业的空白。其中，“红三角牌”纯碱中国最早出口的化工产品。1926年，美国费城世界博览会上永利碱厂生产的纯碱获得了金奖和证书，证书中称永利碱厂为“发展中华民国主要化学工业之象征”。
1874年，清政府为了军火工业的需要，在天津机械局开始筹建淋硝厂，即硫酸厂，1876年，淋硝厂日产能力约2吨，专为军火工业服务。1926年，范旭东在塘沽创办的渤海化学工厂，采用电化技术制造酸类产品，开辟中国近代制酸技术的先河。1929年，得利三酸厂在天津创办，是中国第一家民办制酸工厂，年产量4000吨。1934年，为打破中国工业用酸市场被日货等进口渠道垄断，实业家赵雁秋在天津海河东岸创办天津利中酸厂，南开大学应用化学研究所参与设计建造。酸厂竣工后，年产量达8000吨，奠定了天津近代制酸工业的基础。

### 制革工业
1898年，吴懋鼎在天津创办北洋硝皮厂后各地纷纷设厂，到民国9年农商部统计全国有新式制革厂3l家。1931年统计天津有新式制革厂11家，以裕津为最大，华北、鸿记为次之。裕津厂虽为中日合资产业，但厂内主要权力归日本人，产量占天津皮产量半数以上，主要产品有花旗、法兰、箱皮、马具皮等。华北厂在天津是华商经营的最大皮革厂，初期以马皮为主，年产约2万张，后来专心研制花旗，法兰两种皮革。鸿记厂建于20世纪30年代，主要有花旗、法兰、鹿皮3种产品，是天津的名牌产品。利生厂是中国第一家皮革制球工厂，该厂从制革开始，自己缝制篮球、足球等皮制球类产品，后逐步增设木工部、制革部、制弦部、营业部，是中国体育用品制造业中规模最大的。天津制皮作坊约有三、四十家，主要集中在西南城角、太平庄、南开大街、南大道、华家场一带。

### 机器加工业
清末机器加工业就开始萌芽的三条石地区经过“新政”时期的发展，到1914年这一地区有铁业作坊、工厂17家。到20世纪二三十年代，发展到鼎盛时期。到1937年前，三条石地区从事铸铁和机器制造的工厂已达300家左右，成为当时有名的“铁厂街”。三条石地区鼎盛时期较为著名企业的有1918年建成的郭天祥机器厂，在当时已经注册了商标；以及1926年建成的福聚兴机械厂。

### 其他工业

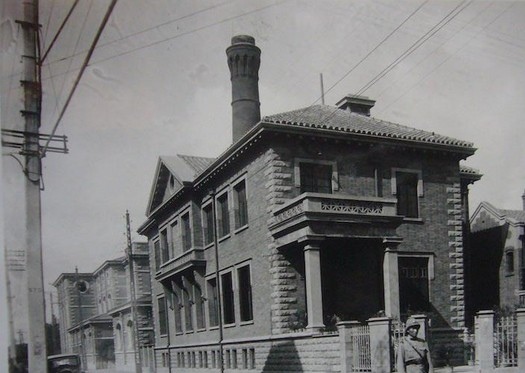
法国电灯房旧影

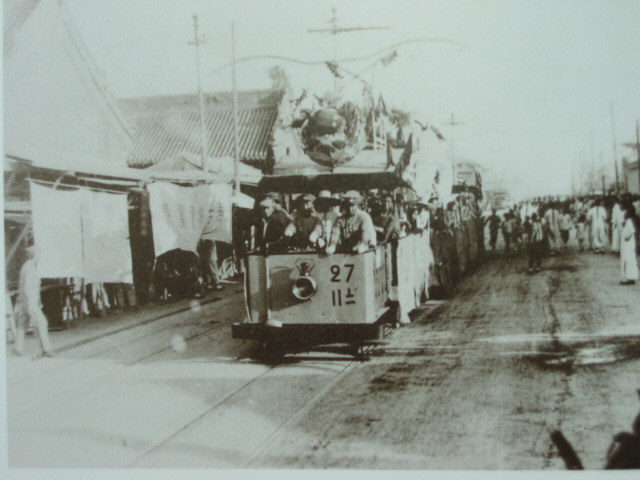
天津1906年开通运营的电车

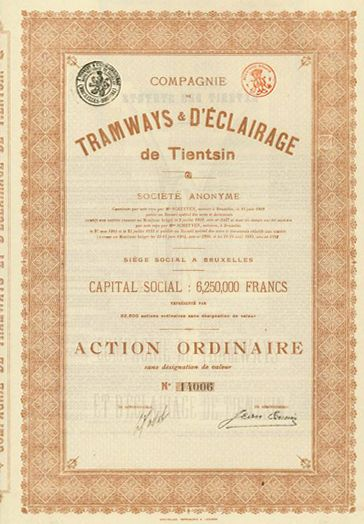
天津电车电灯公司的股票

天津近代民族资本产业在兴盛期除了纺织业、粮油加工、机器加工、海洋化工等的大型规模产业外，还有很多类型和著名产业品牌。如天津丹华火柴公司，是1917年华昌公司与北平丹凤火柴厂合并形立的，是当时全国最大的火柴厂。丹华火柴公司与同时期的天津北洋、中华、荣兴等三家较大的火柴公司共同占领了国内各地主要市场。1921年周学熙创办的耀华玻璃公司，是中国第一家中外合资玻璃企业，董事会和总事务所设在天津，由中方出股本，由比利时方出专利权，工厂设在秦皇岛。1929年，陈调甫等人创办天津永明油漆厂，首先制成酚醛清漆“永明漆”；1931年以后，经研发陆续生产醛酸纤维素漆、硝基纤维素漆；1948年又研制成功醇酸树脂漆，即可刷、可喷、可烘的“三宝漆”。天津油漆工业长期处于全国领先地位。据当时的不完全统计，仅1912至1928年，天津民营资本厂家就有2471家，总资本额约8242.7万元，涉及66个行业。其中，纺织1407家，总资本额为2687万元，占当时天津民族工业资本额的30%，无论是厂家数，还是资本额均居首位；化工企业有280余家，资本总额1100余万元；食品工业130余家，资本总额855万元。从1900至1937年间外资企业在天津也得到发展。1901至1928年，外商在天津设厂约90家，资本总额约3000万元。1928至1937年，共有11个国家在天津投资建厂217家。其中较为著名的外资企业有1904年建成的比利时的天津电车电灯股份有限公司、法国电灯公司和美孚石油公司等。

## 抗日战争时期
1937年日军占领天津及华北后，成立专门统筹华北地区内城市建设事务的华北建设总署，多次制订“华北开发计划”并强调资源的开发与交通运输事业建设两大原则。而天津在计划中被规划成向日本本国输送物资的交通枢纽。但太平洋战争爆发之后，日本侵华战略为适应战争需要发生了改变，天津除了作为交通枢纽的作用之外，也成为华北进行长期工业建设的城市之一。为此，日本先后在天津制订了《天津都市计划大纲》、《塘沽都市计划大纲》和《大天津都市计划》等规划。1939年华北建设总署都市局向天津特别市公署下达的《天津市都市计划大纲》，其方针是使天津成为华北贸易大港、商业都市和工业基地。
在天津沦陷后，北洋水师大沽船坞、启新洋灰公司等一大批工业企业被日本侵华军队占领。永利碱厂、久大精盐拒绝与侵华日军合作，永利公司总部被迫由天津暂迁香港，工厂便带领技职人员和工人技术骨干撤往四川。北洋水师大沽船坞被日军占领后，变成“军事劳工监狱”。日本侵略者在天津先后成立了塘沽运输公司、天津船舶运输会社等机构，其造船部在大沽有东、西两厂。东厂系新建，西厂即是大沽造船所，为军管工厂委托经营。天津六大纱厂先后被官僚资本和日资所兼并。恒源纱厂和北洋纱厂分别于1925年和1936年被官僚资本的诚孚信托公司接管。裕大纱厂和宝成纱厂先后于1933年和1935年被转卖给日资东洋拓殖会社和伊藤忠商事会社合组之大福公司。裕元纱厂和华新纱厂也于1936年被拍卖给日资钟渊纺绩株式会社，分别改为公大六厂和公大七厂。此外，日资在天津又新建成裕丰、上海、双喜、大康等4家纱厂。
在抗日战争时期天津成为日本侵华战争的后方基地，为提供军事侵略所需物资，日本因此在天津建设了部分与军事相关的企业，如日商华北机械股份有限公司、日商中山钢业所等6家钢铁企业。在此期间，日本设立的重要企业还有北支自动车株式会社、日商东洋化学工业株式会社汉沽工厂等。侵华日军占领时期，天津机器工业得到了较大发展，在一定程度上改变了工业结构，提高了技术构成。直到战争结束日本投降时，天津已有300余家机械厂。
日后，这些工厂以及下属的研究机构成为中华人民共和国建国初期工业的重要组成部分，如日商中山钢业所解放后更名天津钢厂，日商东洋化学工业株式会社汉沽工厂更名为天津化工厂，日商华北机械股份有限公司为今天的动力机车厂。原日本在华的纺织企业被接收后成立了中国纺织建设公司。永利制碱公司的黄海化学工业研究社在日后，将社中一切财产和所有工作人员并归中国科学院，成为中国科学院工业化学研究所。